# Maurice Greene
Maurice Greene (Kansas City, 23 de julho de 1974) é um atleta velocista dos Estados Unidos da América.
Especialista da corrida de 100 m rasos, foi o recordista mundial da prova com a marca de 9,79s, obtida em 16 de junho de 1999, em competição realizada na cidade de Atenas, Grécia.
É o atual recordista mundial da prova de 60 m rasos. Obteve a marca de 6,39 s, em duas oportunidades: 2 de março de 1998, em Madrid (Espanha) e em 3 de março de 2001 em Atlanta (Estados Unidos da América).
Foi o único velocista a ser o recordista mundial nos 60 m e 100 m ao mesmo tempo. 